# 21. Flak-Division
A 21. Flak-Division (em português: Vigésima-primeira Divisão Antiaérea) foi uma divisão de defesa antiaérea da Luftwaffe durante a Alemanha Nazi, que prestou serviço na Segunda Guerra Mundial. Foi criada a partir da Flak-Brigade VI.

## Comandantes
- Kurt Steudemann, (1 de março de 1943 - 6 de junho de 1944)[2]
- Ernst Buffa, (6 de junho de 1944 - 30 de novembro de 1944)[2]
- Erich Gröpler, (1 de dezembro de 1944 - 8 de maio de 1945)[2]